# Midodrina
A midodrina é um medicamento usado para tratar a hipotensão ortostática que provoca sintomas significativos. No entanto, em 2015, ainda não havia evidências comprovadas dos seus benefícios. É administrado por via oral.
Os efeitos colaterais comuns incluem dormência, coceira, retenção urinária e hipertensão arterial. Outros efeitos colaterais podem incluir bradicardia. Não deve ser usado em indivíduos com aneurisma da aorta, insuficiência cardíaca ou com histórico de enfarte agudo do miocárdio. O uso durante a gravidez pode ser prejudicial ao bebê. É um agonista adrenérgico seletivo a1.
A midodrina foi aprovada para uso médico nos Estados Unidos em 1996. Está disponível como medicamento genérico. No Reino Unido, 100 comprimidos de 5 mg custavam ao NHS £ 75 em 2021. Nos Estados Unidos esse valor era de cerca de 44 dólares.